# Jáva-tenger
A Jáva-tenger (Indonéz nyelven: Laut Jawa) egy tenger a Csendes-óceán nyugati részén. Nyugaton Szumátra, délen Jáva, keleten Celebesz, északon pedig Borneó szigete határolja. Területe 320.000 km², legnagyobb mélysége 67 méter. Partjait mindössze egy ország, Indonézia birtokolja. A második világháborúban itt zajlott a Jáva-tengeri csata.